# Побожій Сергій Іванович
Сергій Іванович Побожій (*19 вересня 1954, м. Вольськ, Саратовська область РФ) — український мистецтвознавець, художник-графік, педагог, Член Національної спілки художників України (1990), кандидат мистецтвознавства (1994), Заслужений діяч мистецтв України (2019).

## Життєпис
Сергій Іванович Побожій народився 19 вересня 1954 року у місті Вольськ Саратовської області в родині військовослужбовця.
1971 р. —  закінчив Конотопську середню школу № 12.
1971—1975 рр. — навчався у Сімферопольському державному університеті.
1978—1984 рр. — навчався у Київському державному художньому інституті на факультеті теорії та історії мистецтва (викладачі з фаху Платон Білецький, Ганна Заварової, Гліб Юхімець).
З 1984 року живе і працює в Сумах.
1984—1986 рр. — методист з декоративно-прикладного мистецтва, старший методист з образотворчого мистецтва Сумського обласного науково-методичного центру.
1986—1997 рр. — заступник директора Сумського художнього музею з наукової роботи.
1989—1992 рр. навчався в аспірантурі Інституту мистецтвознавства, фольклористики та етнології ім. М.Т. Рильського НАН України.
1991—1996 рр. — куратор мистецького проєкту «Сучасні художники — Малевичу», виставки якого відбулися у музеях Конотопа, Білопілля, Сум, Києва, Калінінграда, Гданська. Учасниками проєкту були понад 100 художників. Його результатом стали надходження мистецьких творів до музеїв, де відбувалися виставки.
1991—1998 рр. — керівник Сумської філії «Малевич-Центру».
1994 р. — захистив дисертацію «Становлення й розвиток мистецтвознавства у Харківському університеті (1805—1920 рр.)» на здобуття наукового ступеня кандидата мистецтвознавства в Спеціалізованій раді ІМФЕ ім. М.Т. Рильського НАН України.
1994 р. — видано газету «Супремус. Конотоп», упорядником якої був С. І. Побожій.
1995 —2000 рр. — член правління мистецького центру «Собор» (м. Суми).
1996 р. — організатор мистецького свята «Бурлюк у Рябушках».
1997—2016 рр. — старший викладач, доцент (2002 р.) ДВНЗ «Українська академія банківської справи Національного банку України» (Суми). З 2016 р. — Сумського державного університету.
Працюючи в УАБС, почав вивчати мистецтво з точки зору формування арт-ринку, ціноутворення на художні твори. Результатом цієї роботи стала низка статей в журналі «Галерея», а також розроблений новий спецкурс «Основи арт-менеджменту».
Автор сценарію фільму «Явлення “Чорного квадрата” на Конотопському озері» (1995 р. студія телебачення «Оріон», Конотоп), присвяченого 100-річчю перебування Казимира Севериновича Малевича у Конотопі.
З 1998 р. — засновник, керівник і хранитель мистецької колекції галереї мистецтв «Академічна» в Українській академії банківської справи. З 2016 р. галерея діє у складі Сумського державного університету.
1999 р. — учасник і куратор Другої виставки сумських художників «Слобожанські імпресії»  у м. Целле (Німеччина).
З 2002 р. — експерт Арт-рейтингу Асоціації артгалерей України.

## Наукова діяльність
Сфера наукових інтересів:
- Історія українського мистецтвознавства;
- Українське мистецтво: від давнини до сучасності;
- Перебування видатних митців на Сумщині;
- Ціноутворення на твори мистецтва;
- Художні галереї в університетах[2].

Автор численних публікацій про зв'язки з Україною та Сумщиною видатних українських і російських художників: І. Рєпіна, В. Сєрова, П. Левченка, К. Петрова-Водкіна, О. Матвєєва, М. Нестерова, Д. Бурлюка, К. Малевича, В. Барта, Р. Фалька та інших.
Досліджував творчість маловідомих та призабутих художників, які народилися чи жили на СумщинІ: Ю. Бразоль-Леонтьєвої, К. Власовського, О. Красовського.

## Художня творчість
Як художник працює у галузі графіки у техніці пастелі та акварелі. Характерні ознаки стилю виявлені у пейзажних композиціях. Його пастелі — оповіді про подорожі Україною («Батуринська ідилія») та зарубіжжям (Венецією  — триптих «На тему вірша О. Блока», Польщею  — «Весняний вітер у Глівіці», Псковом — «Пейзаж з церквою»).
Своє захоплення творами класичного мистецтва виразив у роботах 2000-х років: на тему картини О. Волоскова («У Сокиринському парку», «Садиба»), за мотивами картин В. Штернберга («Садиба Г. Тарновського у Качанівці»).
У деяких творах простежується діалог з тими художниками та літераторами, які зіграли значну роль у формуванні власного мистецького світобачення автора — триптих «Діалоги з О. Красовським», «Діалоги з Фальком», звернення до творчості Данте  — «Нічні птахи», «Похмурий ліс» та А. Чехова — диптих «Садиба Линтварьових».
Твори зберігаються у Лебединському міському художньому музеї ім. Б. К. Руднєва, Одеському, Сімферопольському, Харківському художньому музеях, Сумському обласному художньому музеї ім. Н. Онацького, Калінінградській художній галереї,  Конотопському міському краєзнавчому музеї ім. О. М. Лазаревського, Меморіальному Будинку-музеї А. П. Чехова (Суми), Путивльському та Сумському краєзнавчому музеї, Музеї м. Глівіце (Польща).
1997 р. — перша персональна виставка «Горизонти пам’яті» у Сімферопольському художньому музеї.

## Відзнаки
- 1994 р. —  нагороджений премією газети «Червоний промінь» (м. Суми) за низку статей, опублікованих у 1993 році у цій газеті[13].
- 2001 р. — нагороджений Почесною грамотою Української академії банківської справи за плідну, самовіддану працю по організації естетичного виховання студентів, за вагомий особистий внесок у становлення академії як осередку культурного життя[13].
- 2003 р. — нагороджений Почесною грамотою управління культури Сумської облдержадміністрації за вагомий особистий внесок у розвиток і пропаганду образотворчого мистецтва в області, високу професійну майстерність та з нагоди Дня художника.[13]
- 2003 р. —  нагороджений Почесною грамотою Української академії банківської справи за плідну наукову та мистецьку діяльність, культурно-освітнє 10 виховання студентів, запровадження нових традицій в академії та з нагоди 5-річчя мистецької галереї «Академічна»[13].
- 2004 р. —  нагороджений Подякою Сумської обласної громадської організації «Центр соціально-гуманітарного розвитку “Рідний край”» за активну участь у здійсненні проекту по створенню енциклопедичного довідника «Сумщина в іменах»[13].
- 2004 р. —  нагороджений Почесною грамотою Національної спілки художників України за вагомий особистий внесок у розвиток образотворчого мистецтва та з нагоди 20-річчя заснування Сумської обласної організації НСХУ[13].
- 2004 р. — нагороджений Почесною грамотою Голови Сумської обласної державної адміністрації за значний особистий внесок у розвиток української культури, активну освітницьку діяльність, вагомі творчі здобутки та високий професіоналізм[13].
- 2008 р. — Лауреат конкурсу «Мистецтвознавець-2008» журналу «Образотворче мистецтво», ІІІ премія[13].
- 2011 р. —  Почесна відзнака Сумської міської ради «За заслуги перед містом» ІІІ ступеня[13].
- 2017 р. — Нагорода Президента Спілки художників Польщі за триптих «Urbi et Orbi», написаний під час Х Міжнародного мистецького пленеру «Моє місто» Глівіце (Польща)[12].

## Основні твори з мистецтвознавства
- Сумський художній музей : альбом / авт.-упоряд С. І. Побожій. — Київ : Мистецтво, 1988. — 175 с. : іл.
- Галерея мистецтв «Академічна». Історія. Виставки. Колекція. Бібліографія : наук. кат. / уклад. С. І  Побожій. — Суми : УАБС, 2003. — 94 с. : іл.
- З історії українського мистецтвознавства : зб. ст. / С. І. Побожій. — Суми : Університетська книга, 2005. — 186 с. : іл.
- Валентин Сєров і Сумщина / С. І. Побожій. — Суми : Університетська книга, 2005. — 74 с. : іл.
- Петро Левченко і Сумщина / С. І. Побожій. — Суми : Університетська книга, 2006. — 90 с. : іл.
- «Бубновий валет» і Сумщина / С. І. Побожій. — Суми : Університетська книга, 2007. — 112 с. : іл.
- Забуті художники і Сумщина : монографія. / С. І. Побожій. — Суми : УАБС НБУ, 2008. — 157 с. : 16 арк. іл.
- Ілля Рєпін і Сумщина : монографія / С. І. Побожій. — Суми : УАБС НБУ, 2009. — 107 с. : 8 арк., іл.
- Вибране. Favourites : із зібрання Української академії банківської справи Національного банку України / галерея мистецтв «Академічна» ; уклад. С. І. Побожій ; відп. за вип. А. Г. Ярова. — Суми, 2012. — 58 с. : іл.
- Мистецтвознавчі нариси : монографія / С. І. Побожій. — Суми : УАБС НБУ, 2013. — 416 с. : 112 арк. іл.
- Цінність і ціна мистецтва : зб. статей / С. І. Побожій. — Суми : Університетська книга, 2016. — 159 с. : іл.
- Сумщина. Велика спадщина. Образотворче мистецтво / С. Побожій, В. Ткаченко, І. Павленко. — Суми : Університетська книга, 2018. — 272 с. : іл.
- Петро Левченко і Путивль / Упр. культури Сумської обласної державної адміністрації ; упоряд. та авт. тексту С. Побожій. — Суми : ФОП Щербина, 2018. — 32 с. : іл.
- Імена України. 100 митців / авт. перед. слова, вступ. статті, уклад. біогр. та бібліогр. матеріалів, комент. і кат. С. І. Побожій. — Суми : Університетська книга, 2020. — 236 с. : іл.
- Імена України. 100 митців. XX століття / авт. перед. слова, вступ. статті, уклад. біогр. та бібліогр. матеріалів, комент. і кат. С. І. Побожій. — Суми : Університетська книга, 2023. — 244 с.